# Neuroimunologie
Neuroimunologie je rozvíjející se lékařskou disciplínou, která studuje interakci mezi imunitním systémem a nervovou soustavou. Zabývá se na příklad autoimunními onemocněními, hypersenzitivitami či imunodeficiencemi. Obor se dále dělí na klinickou a experimentální neuroimunologii.